# Парад
Пара́д (фр. parade, исп. parada, от лат. parāre ‘готовить’), военный парад или морской парад — прохождение войск торжественным маршем с военной техникой или без, также это построение личного состава или техники в дни знаменательных дат.
Военный парад проводится, как правило, в дни официальных праздников, торжеств государственного и военного значения, после завершения крупных военных учений, а также во время похорон военнослужащих, руководителей государства или страны, и других лиц, при погребении которых положено отдавать воинские почести.
Парадом (не военным) также называется торжественное прохождение различных коллективов, организаций или движений. Также парад это выход артистов на сцену или арену цирка перед или после выступления.

## История
Парады проводились ещё в армиях Древнего Египта, Персии, Рима и других государств. Одной из форм парадов в армиях Древнего Рима являлись римские триумфы — торжественное вступление в столицу победоносного полководца и его войска. Большое распространение парады получили в XVIII веке в Западной Европе (Пруссии, других государствах и странах), где они являлись одним из основных видов муштры.
В русской армии и флоте парады получили широкое распространение с конца XVIII века. В Петербурге ежегодно проводились большие парады: зимний — на Дворцовой площади и весенний — на Марсовом поле. Кроме того, ежегодно проводился летний парад в Красном Селе. Большими парадами с участием войск нескольких военных округов заканчивались военные манёвры. Проводились также парады по случаю военных праздников и юбилеев воинских частей.

#### В СССР
В СССР парады проводились дважды в год (за исключением периода Великой Отечественной войны, (Парад на Красной площади 7 ноября 1941 года) — 1 мая (праздник трудящихся) и 7 ноября (день Великой Октябрьской Социалистической Революции). Военные парады проходили не только в столице СССР, городе Москве. В обязательном порядке они проводились в городах-героях, столицах союзных республик, городах, где располагались штабы военных округов, штабы флотов ВМФ СССР, штабы крупных военных соединений или большое количество военных ВУЗов (то есть, по существу, во всех крупных городах).
Также, 1 мая и 7 ноября проводились физкультурные парады (в городах, где были военные парады, то после них) с последующими демонстрациями трудящихся с лозунгами и призывами, соответствующими празднику (при этом ЦК КПСС ежегодно утверждал перечень официальных призывов, которые публиковались накануне праздника в газетах — эти призывы зачитывались дикторами во время прохождения демонстраций мимо трибуны).
Последний парад на 1 мая прошел в СССР в 1968 году. После этого майские военные парады, когда они проводились, назначались на День Победы 9 мая. При этом в традициях СССР сохранилось проводить 1 мая демонстрации (шествия), причем в крупных городах перед демонстрациями проходил физкультурный парад. А парады в честь Победы назначались только в юбилейные годы, за исключением 1975 года. В этот год был проведён только парад 7 ноября. Кроме того в 1975 и 1976 годах в парадах не принимали участие танки и САУ.
Последний ноябрьский военный парад состоялся в СССР в 1990 году.
Одними из наиболее известных военных парадов в истории СССР являются два парада, связанных с Великой Отечественной войной — Парад 7 ноября 1941 года и Парад Победы на Красной площади 24 июня 1945 года.
В послевоенные годы участники парадов должны были соответствовать ряду строгих требований: рост выше 176 см, возраст — не более 30 лет, обязательное наличие фронтовых наград и хорошая строевая подготовка.
Кроме того, в СССР проводились и ежегодные воздушные парады: как часть военных парадов на 1 мая и на 7 ноября над Красной площадью в Москве и в День Воздушного флота СССР 18 августа в Тушино. С 1957 года проведение воздушных парадов было прекращено (только 9 июля 1961 года был проведён по указанию Н. С. Хрущёва один парад в Тушино).
Военные парады в СССР иногда сопровождались и трагедиями. 1 мая 1952 года после военно-воздушного парада, которым командовал Василий Сталин, проходившего при низкой облачности, при посадке разбились два новейших реактивных фронтовых бомбардировщика Ил-28.
Также военные парады, а именно прохождение войск торжественным маршем сопровождали похороны, проводившиеся на Красной площади, являясь неотъемлемой частью отдания воинских почестей при погребении. Последний парад такого рода был проведен 13 марта 1985 года во время похорон К. У. Черненко.

### В Российской Федерации
В Российской Федерации — России парады проводятся в основном 9 мая, в ознаменование Победы в Великой Отечественной войне. С 1991 по 1994 год военные парады на Красной площади вообще не проводились. 9 мая 1995 года были проведены сразу два парада: на Красной площади прошёл пеший парад ветеранов, а на Поклонной горе состоялся парад с участием военной техники и пролётом авиации.
С 2008 года в военном параде 9 мая на Красной Площади в Москве возобновлено участие военной техники, в том числе военной авиации. Однако, в связи с восстановлением в начале 1990-х годов Иверских ворот, объём военной техники, въезжающей на Красную площадь, значительно сокращён. В советское время техника при въезде на Красную площадь объезжала Исторический музей с двух сторон — с каждой двумя колоннами, чтоб соединиться в общем строю уже на Красной площади. Сейчас же на Красную площадь можно проехать только с одной стороны — между Историческим музеем и Кремлёвской стеной.
В последние годы проводятся Главные военно-морские парады в Санкт-Петербурге в День Военно-морского флота.
В 2023 году, на фоне российского вторжения в Украину, Московский Кремль был атакован дронами. Более 20 городов в РФ объявили об отмене парадов Победы «по соображениям безопасности». От проведения парадов отказались и в аннексированных Россией крымском Севастополе и Керчи из «соображений безопасности» — в последние недели перед 9 мая Крым чаще подвергался атакам дронов.

## Проведение парада

### Порядок проведения парада войск и сил
…приказом начальника гарнизона определяются: состав войск, время и место парада, форма одежды и маршруты следования частей, порядок их построения и прохождения, порядок проведения артиллерийского салюта, если он предусмотрен. Для командования войсками, выделенными на парад, назначается командующий парадом войск. В установленное время части (подразделения) выстраиваются для парада войск. Принимающий парад войск после рапорта командующего парадом объезжает войска, здоровается с ними и поздравляет их. Сводный оркестр исполняет «Встречный марш». На приветствия принимающего парад войск войска отвечают громким «Ура». При возвращении принимающего парад войск после объезда войск к месту приёма парада оркестр исполняет «Славься» (музыка М. И. Глинки). Затем фанфаристы (корнетисты и трубачи) оркестра исполняют сигнал «Слушайте все». Принимающий парад войск зачитывает приказ или произносит речь, оркестр исполняет государственный гимн Советского Союза, одновременно производится артиллерийский салют. По окончании исполнения гимна войска проходят торжественным маршем…— Парад войск — статья из Большой советской энциклопедии. 
Проведение военных парадов определяется строевыми Уставами.

### Прохождение торжественным маршем
Начинается торжественный марш по командам: «Парад, смирно! К торжественному маршу, побатальонно (поротно), на одного линейного (двух линейных) дистанции, первый батальон (рота) прямо, остальные напра-во, на пле-чо, равнение направо, шагом марш!». Обычно парады войск проходят под военные марши (строевым шагом), или с исполнением личным составом песен на военную тематику (походным шагом).

### Прохождение военной техники

#### Военно-морской парад
Проведение военно-морских парадов определяется корабельными Уставами.